# Myotis findleyi
Myotis findleyi — вид рукокрилих роду Нічниця (Myotis).

## Поширення, поведінка
Країни проживання: Мексика. Цей вид відомий погано, він комахоїдний.